# Guelph
Guelph (/'ɡwɛlf/ⓘ) es una ciudad situada en al sudoeste de la provincia de Ontario en Canadá. A 100 km al oeste de Toronto. Es la sede del Condado Wellington, pero políticamente independiente de este. Construida sobre el tradicional territorio de la nación de los Mississauga.

## Historia
Guelph es uno de los primeros pueblos planificados canadienses, elegido como sede de la firma británica Canada Company para desarrollar la zona y sus alrededores. Desafortunadamente, no tuvo éxito y el pueblo no creció hasta la llegada del tren de Toronto. Es el lugar de origen de la agrupación de thrash metal Razor, fundada en 1984.

## Educación
La ciudad cuenta con la Universidad de Guelph, de carácter pública dedicada a la instrucción de carreras de pregrado, posgrado, así como a la investigación científica.

## Lugares
- Basílica de Nuestra Señora Inmaculada (Guelph)

## Ciudades Hermanas
- Castelfranco Véneto, Italia
- Quetzaltenango, Guatemala
- Cuzco, Perú